# Réveille-toi et reste éveillé
Série
Last Supper at the Arabian Gray Horse
(2001) La Bataille pour Mohacs
(2004)
Pour plus de détails, voir Fiche technique et Distribution.
Réveille-toi et reste éveillé (Kelj fel, komám, ne aludjál) est un film hongrois réalisé par Miklós Jancsó et István Márton, sorti en 2003.
Il s'agit du quatrième film de Miklós Jancsó mettant en scène les personnages de Kapa et Pepe.

## Synopsis
Kapa et Pepe, présentés comme juifs, deviennent prisonniers de guerre dans leur propre pays. Ils se retrouvent alors dans des situations cocasses et humoristiques, dont le réalisateur Miklós Jancsó est l'un des personnages principaux.

## Fiche technique
- Titre : Réveille-toi et reste éveillé
- Titre original : Kelj fel, komám, ne aludjál
- Réalisation : Miklós Jancsó et  István Márton
- Scénario : Ferenc Grunwalsky, Gyula Hernádi, Miklós Jancsó et Péter Nádas
- Musique : István Gyarmati, András Lovasi, Burzsoa Nyugdijasok et Miklós Paizs
- Photographie : Ferenc Grunwalsky
- Montage : Zsuzsa Csákány
- Production : András Ozorai
- Société de production : Budapest Film et Neurópa Film
- Pays :  Hongrie
- Genre : Comédie dramatique
- Durée : 85 minutes
- Dates de sortie : 
  -  Hongrie : 6 février 2003

## Distribution
- Zoltán Mucsi : Kapa
- Péter Scherer : Pepe
- Miklós Jancsó : lui-même
- Gyula Hernádi : lui-même
- Ildikó Tóth
- András Hajós